# Afroblemma thorelli maniema
Afroblemma thorelli maniema is een spinnenondersoort in de taxonomische indeling van de Tetrablemmidae.
Het dier behoort tot het geslacht Afroblemma. De wetenschappelijke naam van de soort werd voor het eerst geldig gepubliceerd in 1981 door Lehtinen.